# Hechtia stenopetala
Hechtia stenopetala är en gräsväxtart som beskrevs av Johann Friedrich Klotzsch. Hechtia stenopetala ingår i släktet Hechtia och familjen Bromeliaceae. Inga underarter finns listade i Catalogue of Life.